# 西布洛克顿 (阿拉巴马州)
西布洛克顿（英語：West Blocton），是美国阿拉巴马州下属的一座城市。面积约为4.57平方英里（约合11.83平方公里）。根据2010年美国人口普查，该市有人口1,240人，人口密度为271.51/平方英里（约合104.82/平方公里）。